# José David Contreras
José David Contreras (Guasdualito, 20 oktober 1994) is een Venezolaans voetballer die speelt als doelman. Hij staat sinds 2013 onder de lat bij de Venezolaanse club Deportivo Táchira.

## Interlandcarrière
Onder leiding van bondscoach Noel Sanvicente maakte Contreras zijn debuut voor Venezuela op 2 februari 2016 in de vriendschappelijke interland tegen Costa Rica (1-0) in Barinas, net als Mikel Villanueva (Atlético Malagueño) en Luis González (Mineros de Guayana). Het enige doelpunt in die wedstrijd kwam op naam van verdediger Wilker Ángel.

## Erelijst
Deportivo Táchira
- Venezolaans landskampioen

2015